# Patricia Navidad
Ana Patricia Navidad Lara  (El Carrizal, Sinaloa, 1973. május 20. –) mexikói színésznő, énekesnő.

## Élete és pályafutása
1973. május 20-án született. 
Karrierjét 1992-ben kezdte a María Mercedes című telenovellában, ahol Iris szerepét játszotta. Több telenovellában is szerepelt (Angela, Az ősforrás, A szerelem ösvényei, Mariana de la Noche, Lety, a csúnya lány).

## Filmográfia
| Év        | Cím                                     | Szerep                                           | Magyar hang    |
| --------- | --------------------------------------- | ------------------------------------------------ | -------------- |
| 2018      | Por amar sin ley                        | Cecilia                                          |                |
| 2017      | Mi adorable maldición                   | Apolonia Ortega vda. de Galicia                  |                |
| 2016      | Señora Acero                            | Margarita Casanova                               |                |
| 2015–2016 | Antes muerta que Lichita                | Marlene                                          |                |
| 2015      | Parodiando, noches de traje             | Pszichológus                                     |                |
| 2013–2014 | Como dice el dicho                      | Adela / Erminia                                  |                |
| 2012      | Por ella soy Eva                        | Mimi de la Rose / Emeteria Jaramillo             |                |
| 2010      | Zacatillo, un lugar en tu corazón       | Zorayda Dumont de Zárate                         |                |
| 2009      | Mujeres asesinas                        | Concha Garrido Capitulo: Las Garrido, codiciosas |                |
| 2008      | Juro que te amo                         | Antonia Campero vda. de Madrigal                 |                |
| 2007      | Amor sin maquillaje                     | Önmaga                                           |                |
| 2006–2007 | La fea más bella (Lety, a csúnya lány)  | Alicia Ferreira de Mora                          |                |
| 2005      | Sueños y caramelos                      | Deborah                                          |                |
| 2003–2004 | Mariana de la Noche                     | Yadira Guerrero                                  |                |
| 2002      | A szerelem ösvényei (Las vías del amor) | Rocio                                            | Urbán Andrea   |
| 2001      | Az ősforrás (El Manantial)              | Maria Magdalena "Malena" Osuna                   | Juhász Judit   |
| 1998      | Angela                                  | Ximena Chavez                                    | Juhász Judit   |
| 1997      | Picardía mexicana                       | Önmaga                                           |                |
| 1997      | El alma no tiene color                  | Sarita                                           |                |
| 1996      | Cañaveral de pasiones                   | Mireya                                           |                |
| 1995      | Acapulco, cuerpo y alma                 | Clara                                            |                |
| 1994      | Marimar                                 | Isabel                                           | Bertalan Ágnes |
| 1993      | Más allá del puente                     | Rosalía                                          |                |
| 1994–2002 | Mujer, casos de la vida real            | Különböző szerepek                               |                |
| 1993      | Los parientes pobres                    | Esmeralda                                        |                |
| 1992      | María Mercedes                          | Iris                                             |                |

## Diszkográfia
- Instantes (1998)
- Paty Navidad (1999)
- Patricia Navidad (2000)
- Urge (2008)

## Díjak és jelölések
TVyNovelas-díj
| Év   | Kategória                  | Jelölt mű                         | Eredmény |
| ---- | -------------------------- | --------------------------------- | -------- |
| 1997 | Legjobb női felfedezett    | Cañaveral de pasiones             | Elnyerte |
| 2002 | Legjobb női mellékszereplő | El Manantial                      | Elnyerte |
| 2007 | Legjobb női főgonosz       | La fea más bella                  | Jelölve  |
| 2011 | Legjobb női mellékszereplő | Zacatillo, un lugar en tu corazón | Jelölve  |
| 2013 | Legjobb női mellékszereplő | Por ella soy Eva                  | Elnyerte |